# Haliplus pantherinus
Haliplus pantherinus är en skalbaggsart som beskrevs av Aube 1938. Haliplus pantherinus ingår i släktet Haliplus och familjen vattentrampare. Inga underarter finns listade i Catalogue of Life.